# Poa sublanata
Poa sublanata là một loài cỏ trong họ hòa thảo, thuộc chi poa.